# Iso-Rasti
Iso-Rasti eller Rastinjärvi är en sjö i Finland. Den ligger i kommunen Suonenjoki i landskapet Norra Savolax, i den centrala delen av landet, 300 km norr om huvudstaden Helsingfors. Iso-Rasti ligger 134,8 meter över havet. Den är 11 meter djup. Arean är 2,74 kvadratkilometer och strandlinjen är 17,11 kilometer lång. Sjön  ingår i Kymmene älvs huvudavrinningsområde.   I omgivningarna runt Iso-Rasti växer i huvudsak blandskog. Den sträcker sig 4,0 kilometer i nord-sydlig riktning, och 3,9 kilometer i öst-västlig riktning.
I övrigt finns följande i Iso-Rasti:
- Töyrisaari (en ö)
- Malmisaari (en ö)